# Paruraecha sikkimensis
Paruraecha sikkimensis là một loài bọ cánh cứng trong họ Cerambycidae.